# Acacia macnuttiana
Acacia macnuttiana é uma espécie de leguminosa do gênero Acacia, pertencente à família Fabaceae.